# بارزة بين اللقمتين
البارزة بين اللقمتين هي تركيب في الطرف الأعلى لقصبة الساق.
تقسم البارزة باحة بين اللقمتين إلى حديبتين إنسية ووحشية.
توفر البارزة بين اللقمتين ارتباطات للهلالات والرباط المتصالب الأمامي والرباط الصليبي الخلفي.

## الأهمية السريرية
قد تصاب البارزة بين اللقمتين بالكسور.